# Red Barrels

Red Barrels Inc. — канадська компанія, що займається розробкою відеоігор. Заснована у 2011 році Філіпом Моріном, Девідом Шатонефом та Юго Даллером у Монреалі. До заснування Red Barrels, працювали в Ubisoft Montreal та EA Montreal.

## Історія
Філіпп Морін, Девід Шатонеф та Юго Даллер працювали розробниками відеоігор в Ubisoft Montreal з 1997 року. Шатонеф працював над Tom Clancy's Splinter Cell, а Морін та Даллер над Prince of Persia: The Sands of Time. Морін покинув компанію у 2009 році, і у 2010 влаштувася на роботу у EA Montreal. Там він працював над оригінальною концепцією інтелектуальної власності, але розробку скасували в тому ж році. 
Не маючи інших варіантів, Морін звільнився, та створив власну студію під назвою Red Barrels. Шатонеф залишився у Ubisoft Montreal і займався розробкою рівнів для Assassin's Creed .
Морін познайомився з Шатонефом та Даллером після того, як останні звільнились з Ubisoft Montreal, погодившись разом працювати у Red Barrels. У 2012 студія отримала 300 тисяч канадських доларів з Канадського Медіа Фонду на фінансування, та 1 мільйон у 2014 році .
У жовтні 2012 року студія анонсувала Outlast, гра вийшла 4 вересня 2013. У жовтні 2014 Морін оголосив про розробку Outlast 2, гра була випущена 24 квітня 2017 року. У липні того ж року, компанія випустила комікс під назвою The Murkoff Account, в ньому детально розповідається про розрив між Outlast та Outlast 2, та про ігровий лор в цілому . 4 грудня 2019 року студія анонсувала багатокористувацьку гру у всесвіті Outlast - The Outlast Trials. 13 червня 2020 року вийшов тизер, в якому було оголошено про дату випуску у 2021.

## Розроблені ігри
| Рік  | Назва                  | Жанр            | Платформи                                                                 |
| ---- | ---------------------- | --------------- | ------------------------------------------------------------------------- |
| 2013 | Outlast                | Survival horror | Microsoft Windows, PlayStation 4, Xbox One, macOS, Linux, Nintendo Switch |
| 2014 | Outlast: Whistleblower | Survival horror | Microsoft Windows, PlayStation 4, Xbox One, macOS, Linux, Nintendo Switch |
| 2017 | Outlast 2              | Survival horror | Microsoft Windows, PlayStation 4, Xbox One, Nintendo Switch               |
| 2023 | The Outlast Trials     | Survival horror | Microsoft Windows                                                         |